# Bataille de Bailén
 (juin 2021).
Guerre d’Espagne
Batailles
- Dos de Mayo
- Tolède
- Bruc
- Valdepeñas
- Pont d'Alcolea
- Port de Cadix
- Olhão
- Cabezón
- Gérone (1er)
- Saragosse (1er)
- Valence (1er)
- Medina de Rioseco
- Bailén
- Gérone (2e)
- Évora
- Roliça
- Vimeiro

La bataille de Bailén, écrite aussi en français bataille de Baylen, est un affrontement armé de la guerre d'indépendance espagnole qui se déroule en juillet 1808, point culminant du soulèvement de l'Andalousie contre l'envahisseur français. Victoire décisive des Espagnols, c’est le premier échec important des armées napoléoniennes.

## Contexte

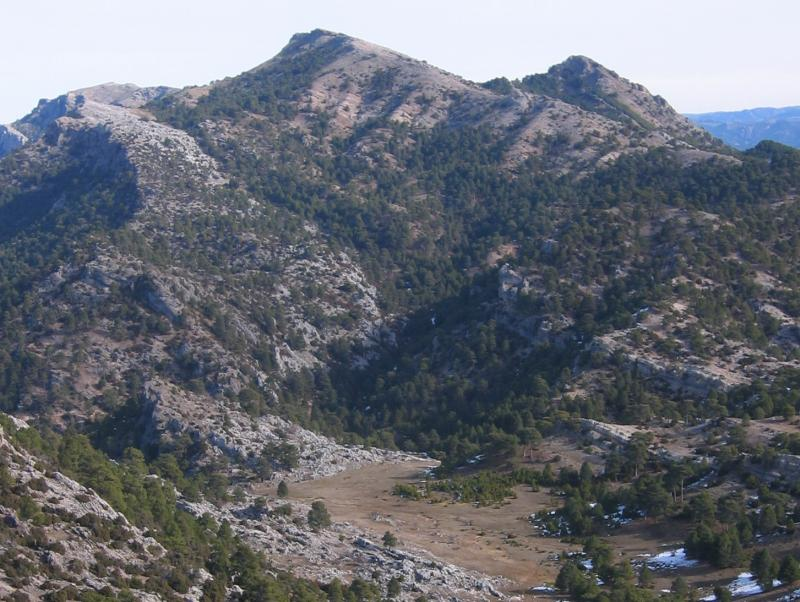
La sierra Morena.

En mai 1808 à Bayonne, Napoléon dépose le roi Charles IV et écarte son fils Ferdinand dont il exige l'abdication. Il les remplace le 7 juillet par son frère Joseph (qui prend le nom de règne de Joseph Ier). À la faiblesse des Bourbons espagnols, il faut opposer le courage et le nationalisme, voire le fanatisme de leur peuple. Le soulèvement du Dos de Mayo (soulèvement du 2 mai) et sa répression le lendemain par Murat ensanglante Madrid, marquant le début de la guerre d'indépendance espagnole.
Alors que la plus grande partie de l’Espagne est en révolte ouverte, le général Dupont de l'Étang est envoyé à Cadix pour rompre l'encerclement de ce qui reste de la flotte de l’amiral François de Rosily et accessoirement, ramener le calme en Andalousie. Le IIe corps d’observation de la Gironde, sous les ordres du général Dupont de l'Étang, regroupe trois divisions placées sous les ordres des généraux Barbou, Vedel et Frère, ainsi qu’une division de cavalerie commandée par Fresia.
Le 24 mai, l'armée de Dupont quitte Tolède. Elle est forte d'environ douze mille hommes, soit les six mille hommes de la division Barbou, les deux mille hommes de la division de cavalerie Fresia, quatre cents hommes du bataillon des marins de la Garde, plus ceux de l'artillerie et du génie. À cet effectif, il faut ajouter environ trois mille hommes des régiments suisses de Reding le Jeune et de Charles de Preux, au service de l'Espagne et enrôlés de force. Le 7 juin, les troupes françaises rencontrent et battent au pont d'Alcolea, à une dizaine de kilomètres de Cordoue, un détachement espagnol composé de volontaires, commandé par Pedro Agustín de Echevarri (es). Le même jour, les Français prennent Cordoue et la mettent à sac pendant quatre jours, suscitant dans toute l'Andalousie une soif de vengeance. 
Le 14 juin, l'amiral de Rosily se rend aux Espagnols. Une partie de la mission de Dupont devient ainsi caduque. Celui-ci quitte Cordoue le 16 juin et rétrograde vers Andújar où il établit son camp le 18 juin. Isolé dans une province hostile et en état de soulèvement, Dupont envoie plusieurs appels à l'aide à Madrid. Le 19 juin, le général Vedel quitte Tolède, avec cinq mille fantassins, quatre cent cinquante cavaliers et dix canons. Le 26 juin, il vient à bout de deux mille guérilleros qui les attendent après le défilé de Despeñaperros, dans la sierra Morena. Il laisse un bataillon pour défendre le défilé, et rejoint l’armée de Dupont avec le reste de ses forces.
Sur ordre de Savary, la division Gobert, qui appartient au corps d'observation des côtes de l'Océan, remplace celle du général Frère, envoyé soutenir Moncey à Valence. Elle quitte Madrid le 2 juillet à la fois pour renforcer Dupont et pour assurer la communication entre Andújar et Madrid. Une bonne partie de son effectif sera répartie le long du Camino Real, la route principale entre la capitale et la province. Ainsi, les forces du général Dupont se retrouvent très dispersées : Jacques Nicolas Gobert est à La Carolina, Vedel à Bailén et Dupont lui-même occupe avec le plus fort contingent la ville d'Andújar, sans compter les détachements chargés de sécuriser les endroits stratégiques.

## Déroulement de la bataille
Le général Castaños rassemble une armée de trente mille six cents hommes, comprenant quatre divisions : la première sous les ordres du général Théodore de Reding, la deuxième du marquis Antonio Malet de Coupigny (es), d'origine wallonne, la troisième du général Felix Jones, d'origine irlandaise, et la quatrième du général Manuel la Peña, seul Espagnol. Il faut y ajouter la division de montagne commandée par le colonel Cruz Mourgeon et le corps franc du comte de Valdecañas. Le 16 juillet, une bataille importante oppose à Mengíbar, sur les rives du Guadalquivir, une partie de la division Vedel et les troupes de Gobert, accourues en renfort, à la division de Reding. Gobert est tué durant l’assaut. Les Français font retraite sur Bailén et La Carolina. Entretemps, Vedel a rejoint Dupont qui l'a appelé à Andújar ; il est réexpédié vers Bailén à la poursuite du général Reding qu'il ne trouve pas, ce qui l'engage à continuer ses recherches en direction de La Carolina.

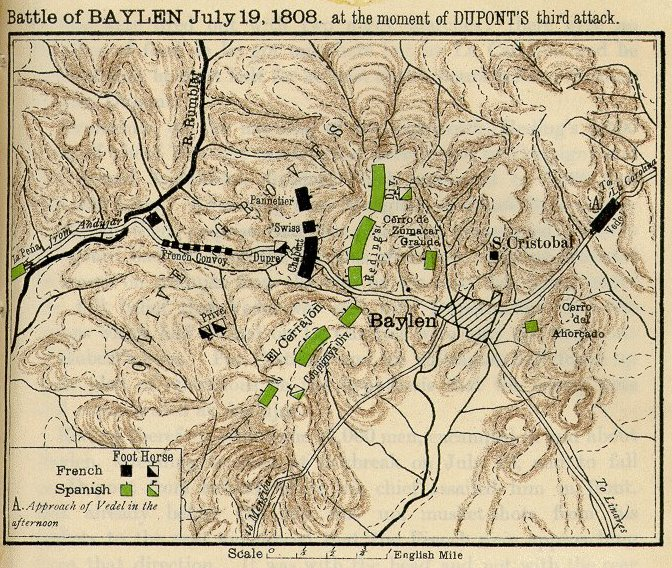
Reding (en vert) bloque la retraite de Dupont (en noir).

Le soir du 18 juillet, profitant de l'obscurité, Dupont quitte Andújar pour échapper à la menace des troupes de Castaños, établies à proximité. Le 19, vers trois heures, l’avant-garde française est au contact d'un détachement espagnol, au pont du Rumblar, à cinq kilomètres de Bailén. Les combats proprement dits commencent à quatre heures du matin, au moment où Dupont a rejoint la tête de la colonne. Entre quatre heures et demi, Dupont lancera cinq assauts contre les troupes espagnoles que Reding et son second Coupigny ont déployées à la sortie ouest du village de Bailén. À midi, il ne reste plus que deux mille hommes du côté français en état de se battre ; les autres sont morts ou blessés ou encore ont quitté le champ de bataille vaincus aussi par la chaleur intense et la soif. Voyant la situation désespérée, Dupont se décide à demander une suspension des combats, qui est acceptée par Reding.
Pendant la matinée, deux absents de marque ont, de manière différente, pesé sur le cours de la bataille. Castaños, commandant en chef des troupes espagnoles, n'a pas bougé, se contentant d'envoyer La Peña et sa division au secours de Reding et Coupigny à huit heures ; ces renforts ne se manifesteront à la hauteur du Rumblar qu'après la trêve. Vedel, quant à lui, n'arrivera qu'à dix-sept heures à Bailén. Il n'a pas pris au sérieux les premiers bruits de la bataille qu'il a entendus depuis La Carolina et n'a fixé le départ qu'à sept heures ; ses soldats auront mis dix heures pour parcourir les vingt-trois kilomètres séparant La Carolina de Bailén. Quand il arrive, Vedel ne croit pas à la défaite française et fonce sur les troupes espagnoles qui surveillent la route de Madrid au nord-est de Bailén. Il doit bientôt se rendre à l'évidence : Dupont de l'Étang l'a aussi inclus dans la trêve et il doit déposer les armes. 
Le lendemain, les négociations, consécutives à la trêve, commencent entre Castaños, Tilly et Escalante du côté espagnol, Chabert (choisi par Dupont, blessé et malade, pour le représenter), Marescot et Villoutreys du côté français. Ces négociations conduiront à la reddition française pure et simple.
Le 22 juillet, le IIe corps d’observation capitule et la Convention d'Andújar est signée mais ne sera pas respectée. Dupont et ses généraux seront transportés par bateaux à Marseille et Toulon. Le reste de l'armée française, soit près de seize mille hommes, sera d'abord acheminé jusqu'à Cadix et gardé plusieurs mois sur des pontons (les restes des bâtiments rescapés de la bataille de Trafalgar et dépourvus de leurs superstructures). Dès février 1809, certains seront transportés sur l'île de Cabrera,, dans les Baléares, d'autres aux Canaries. À Cabrera, chaque soldat recevait tous les quatre jours, quatre livres d'un pain lourd, quatre onces et demie de fèves et trois quarts d'once d'huile ; mais à cause du mauvais temps, le ravitaillement avait parfois plusieurs jours de retard et les soldats pouvaient rester une semaine sans nourriture. En 1810, les officiers poursuivront leur captivité en Angleterre. Plusieurs milliers de soldats survivront jusqu'en 1814, date à laquelle ils seront enfin libérés. Selon le caporal Louis-Joseph Wagré, qui fut détenu à Cabrera de 1809 à 1814, sur 19 000 Français emprisonnés dans l'île, seuls 3 000 survécurent.

## Conséquences

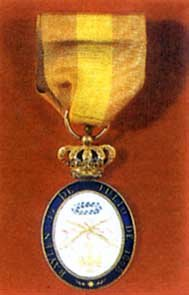
La Medalla de Bailén.

La victoire espagnole démontre que l’armée française n’est pas invincible. Elle encouragera les pays occupés, menacés ou alliés par force à repartir en guerre contre la France.

## Autres lectures
- Pierre Juhel, « Baylen 1808 : l'armée impériale prise dans le bourbier espagnol », revue Les Grandes Batailles de l'histoire no 28, Socomer Éditions, 1994.
- Vincent Rolin, « La capitulation de Baylen », revue Napoléon no 35, août 2008.
- Joseph Quantin, Un tour en Espagne de 1807 à 1809 ou Mémoires d'un soldat fait prisonnier à la bataille de Baylen, 2 volumes, J. Branchion Libraire, Quai des Augustins no 11, de l'imprimerie de Feuguerey, rue du Cloître St Benoît, no 4, Paris 1820, http://fondosdigitales.us.es/media/books/2175/un-tour-en-espagne-de-1807-a-1809-ou-memoires-dun-soldat-fait-prisonnier-a-la-bataille-de-baylen-avec-des-details-interessans-et-tout-accompagne-de-deux-cartes.pdf.